# Нижнее Шахлово

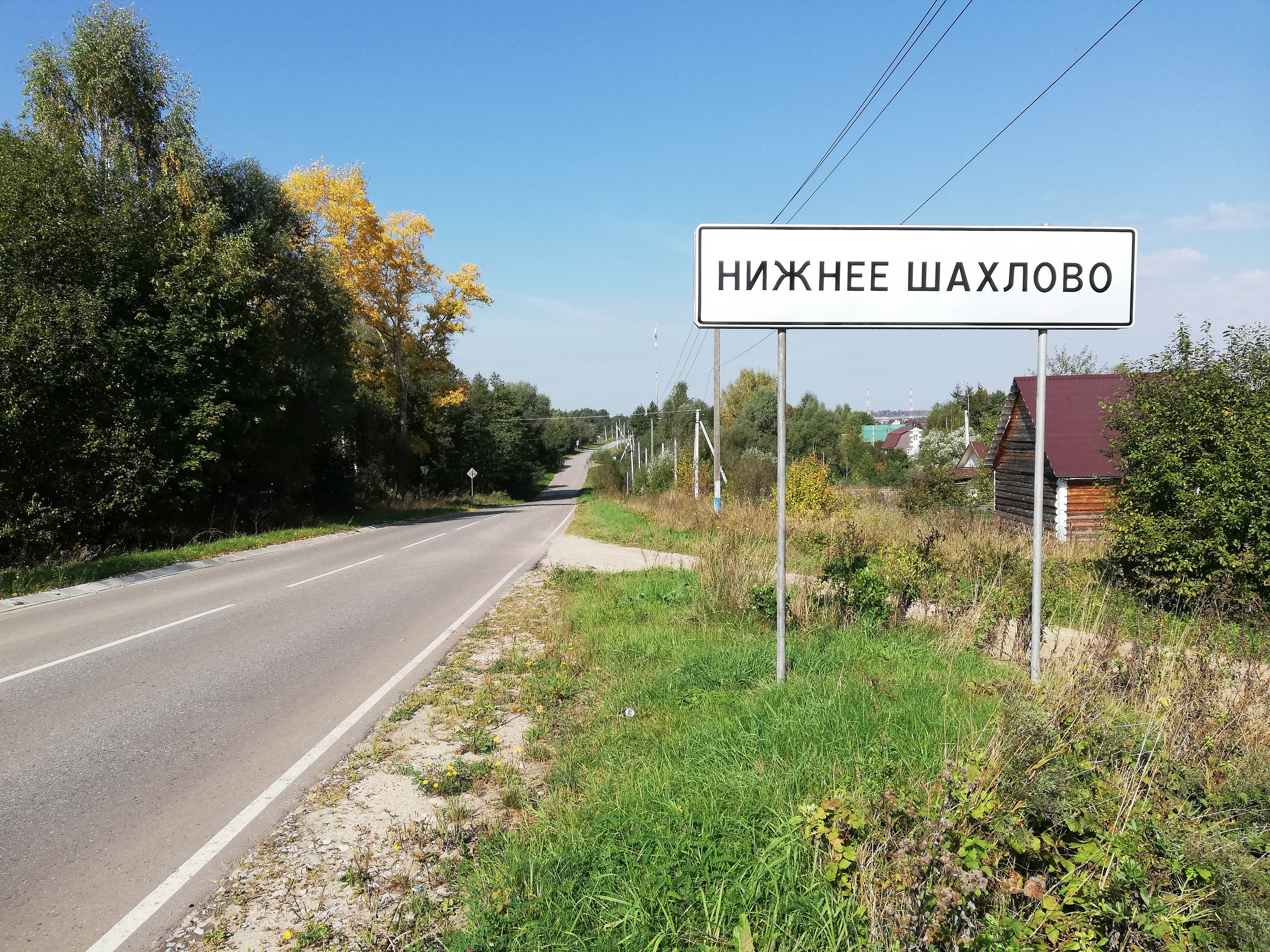
Въезд в деревню

Нижнее Шахлово — деревня в Серпуховском районе Московской области. Входит в состав Дашковского сельского поселения (до 29 ноября 2006 года входила в состав Райсемёновского сельского округа).

## Население
| 2002 | 2006 | 2010 | 2015 |
| ---- | ---- | ---- | ---- |
| 20   | ↘9   | ↗19  | ↗26  |

## География
Нижнее Шахлово расположено примерно в 22 км (по шоссе) на северо-запад от Серпухова, на правом берегу реки Нара, высота центра деревни над уровнем моря — 132 м. На 2016 год в деревне зарегистрировано 2 садовых товарищества.
Менее, чем в трех километрах, находится бывший военный городок №115, сейчас посёлок Серпухов-12.